# Rakipyrgus
Rakipyrgus is een geslacht van weekdieren uit de klasse van de Gastropoda (slakken).

## Soort
- Rakipyrgus gardneri (Climo, 1974)